# Шомутепе
Шомутепе (азерб. Şomutəpə) — поселение, относящееся к Шомутепинско-Шулаверской культуре эпохи энеолита, расположенное у города Акстафа (на 300 м к северу от шоссе) Акстафинского района Азербайджана.
В ходе раскопок в круглоплановых домах поселения было обнаружено несколько фрагментов женских статуэток, изготовленных из кости и глины. Одна из костяных фигурок была вмонтирована в стену прямо над очагом.